# Dicranomyia (Neoglochina) leucoscelis
Dicranomyia (Neoglochina) leucoscelis is een tweevleugelige uit de familie steltmuggen (Limoniidae). De soort komt voor in het Neotropisch gebied.